# 꼬마주머니쥐속
꼬마주머니쥐속(Burramys)은 꼬마주머니쥐과에 속하는 유대류 속이다. 현존하는 유일종 꼬마주머니쥐와 3종의 멸종(화석) 종으로 이루어져 있다. 꼬마주머니쥐과에 속하는 2개 속 중의 하나이며, 나머지 속은 피그미주머니쥐속(Cercartetus)이다. 빅토리아주 동부와 뉴사우스웨일스주 남부 산악 지대의 해발 1,400m 이상에서 발견된다.

## 하위 종
- † B. wakefieldi
- † B. tridactylus
- † B. brutyi
- 꼬마주머니쥐 (B. parvus)